# Shao Ning
Shao Ning (en chino: 邵宁; 17 de febrero de 1982) es un deportista chino que compitió en judo. Ganó una medalla de bronce en el Campeonato Asiático de Judo de 2009 en la categoría de –100 kg.

## Palmarés internacional
| Campeonato Asiático | Campeonato Asiático | Campeonato Asiático | Campeonato Asiático |
| Año                 | Lugar               | Medalla             | Categoría           |
| ------------------- | ------------------- | ------------------- | ------------------- |
| 2009                | Taipéi (Taiwán)     | Medalla de bronce   | –100 kg             |